# Rice Lake (Minnesota)
Rice Lake es un lugar designado por el censo ubicado en el condado de Clearwater en el estado estadounidense de Minnesota. En el Censo de 2010 tenía una población de 235 habitantes y una densidad poblacional de 8,49 personas por km².

## Geografía
Rice Lake se encuentra ubicado en las coordenadas 47°23′18″N 95°31′28″O / 47.38833, -95.52444. Según la Oficina del Censo de los Estados Unidos, Rice Lake tiene una superficie total de 27.67 km², de la cual 27.06 km² corresponden a tierra firme y (2.23%) 0.62 km² es agua.

## Demografía
Según el censo de 2010, había 235 personas residiendo en Rice Lake. La densidad de población era de 8,49 hab./km². De los 235 habitantes, Rice Lake estaba compuesto por el 11.49% blancos, el 0% eran afroamericanos, el 84.26% eran amerindios, el 0% eran asiáticos, el 0% eran isleños del Pacífico, el 0.43% eran de otras razas y el 3.83% pertenecían a dos o más razas. Del total de la población el 4.68% eran hispanos o latinos de cualquier raza.